# Associação Cultural Videobrasil
Die Associação Cultural Videobrasil erhält die von der Videokunst-Biennalen Videobrasil produzierte Werksammlung. Sie  wurde 1991 von Solange Oliveira Farkas gegründet und hat ihren Sitz im Galpão VB („Baracke VB“, VB steht für Videobrasil) im Quartier Vila Leopoldina in São Paulo.

## BiennaleVideobrasil
Die Biennale Videobrasil (VB) findet alle zwei Jahre in São Paulo statt. Sie wurde 1983 von Solange und Thomaz Farkas ins Leben gerufen. Ziel des Festivals ist, die Strömungen der zeitgenössischen audio-visuellen Kunst des geopolitischen Südens (Sul geopolítico do mundo – gemeint ist Lateinamerika, Afrika, Osteuropa, Asien und der Nahe Osten) aufzuzeigen. Die ersten acht Festivals (von 1983 bis 1990) fanden im Museu da Imagem e do Som de São Paulo statt; seit dem 9. Festival (1992) findet die Biennale im Kulturzentrum SESC Pompéia statt. Die 21. Biennale (9. Oktober 2019 – 2. Februar 2020) widmete sich den Imagined Communities Benedict Andersons: sie „untersuchte, wie die Poetik des Südens Nationalismen angeht“.